# Barwyniwka
Barwyniwka (ukr. Барвинівка) – wieś na Ukrainie, w obwodzie żytomierskim, w rejonie nowogrodzkim, nad Łubjanką, dopływem Słuczy. W 2001 roku liczyła 698 mieszkańców.
Pod koniec XIX w. wieś Czernica w powiecie z siedzibą w Nowogradzie Wołyńskim, w gminie Chulsk.